# Caicaus II
Izadim Caicaus ibne Caicosroes (árabe/em persa: عز الدين كيكاوس بن كيخسرو - Izz al-Dīn Kaykā'ũs bin Kaykhusraw; em turco:  II. Izzeddin Keykavus), melhor conhecido como Caicaus I (em latim: Caicaus) era o mais velhos dos três filhos de Caicosroes II.

## História
Caicaus era um adolescente quando seu pai morreu, em 1246, pouco pôde fazer para evitar a conquista mongol da Anatólia. Durante a a maior parte de seu reinado, ele dividiu o trono com um ou ambos os seus irmãos, Quilije Arslã IV e Caicobado II. Sua mãe era filha de um sacerdote grego e foi dos gregos de Niceia que ele buscou ajuda durante toda sua vida. Baiju ameaçou-o e exigiu que ele cedesse suas terras para servirem de pasto para os cavalos mongóis, avisando-o que era tarde demais para pagar tributos. Os mongóis o derrotaram e ele teve que fugir para a região dos Balcãs. Os bizantinos, que controlavam a região, o prenderam. Por conta disto, o irmão de Caicaus, Caicobado, fizeram um apelo ao cã Berke, da Horda Dourada. Ele acabou libertado, recebeu um apanágio na Crimeia e se casou com uma mongol. Caicaus morreu ali, no exílio, em 1279 ou 1280.

## Legado
Mesmo deposto e exilado, Caicaus continuou popular entre os turcos da Anatólia e uma ameaça à estabilidade da então frágil relação entre seljúcidas e mongóis. O vizir Facradim Ali foi preso por um tempo 1271 simplesmente por se corresponder com ele. Foi de Caicaus que Caramanoglu Maomé Bei buscou ajuda, em 1276, em sua insurreição contra os mongóis. Como o ex-sultão não tinha condições de ajudar, Memede Bei garantiu que um representante da linhagem de Caicaus estivesse ao seu lado, ainda que fosse um impostor (Jimri), como o líder da revolta. Caicaus posteriormente enviou diversos filhos da Crimeia como pretendentes ao trono, um dos quais, Maçude II, acabou conseguindo retomar o trono seljúcida em 1280.
Durante o período otomano, Xeique Bedredim, que tinha o apoio principalmente dos migrantes turcos dos Balcãs, alegou ser descendente de Caicaus II.